# Kevin Systrom
Kevin Systrom (født 30. december 1983) er en amerikansk softwareudvikler, der er bedst kendt som en af grundlæggerne af Instagram.